# Cera di lignite
La cera di lignite o cera Montana è una vera cera in quanto costituita da esteri. È ottenuta dalla lignite per estrazione a caldo con solvente misto. La cera greggia ha aspetto amorfo di colore grigio scuro/nero, ma per raffinazione o deresinificazione diventa bianca/giallo pallido con una struttura più cristallina. Si scioglie in benzene, toluene e più difficilmente in etere etilico e alcool.

## Usi
Viene utilizzata per la produzione di lucidi per auto e scarpe, vernici e dischi in vinile, lucido per strumenti musicali e come lubrificante per la stampa di carta e plastica. Circa un terzo della produzione mondiale totale è utilizzato nella produzione di lucidi per auto. In passato, il suo principale uso era nella produzione di carta carbone. La cera di montan grezza contiene asfalto e resine, che possono essere rimossi mediante raffinazione. 

La cera montana nei lucidi migliora la resistenza allo sfregamento, aumenta la repellenza dell'acqua e conferisce un'elevata brillantezza.
| Controllo di autorità | GND (DE) 1103159135 |